# Compton (Guildford)
Compton – wieś w Anglii, w hrabstwie Surrey, w dystrykcie Guildford. Leży 48 km na południowy zachód od centrum Londynu.